# Torneo Godó 2001
Il Torneo Godó 2001 è stato un torneo di tennis giocato sulla terra rossa..
È stata la 49ª edizione del Torneo Godó,
che fa parte della categoria International Series Gold nell'ambito dell'ATP Tour 2001.
Si è giocato al Real Club de Tenis Barcelona di Barcellona in Spagna, dal 23 al 29 aprile 2001.

## Campioni

### Singolare
Juan Carlos Ferrero ha battuto in finale  Carlos Moyá con il punteggio di 4–6, 7–5, 6–3, 3–6, 7–5

### Doppio
Donald Johnson /   Jared Palmer hanno battuto in finale  Tommy Robredo /  Fernando Vicente con il punteggio di 7–6, 6–4